# Francine Irving Neff
Pour les articles homonymes, voir Neff.
Francine Irving Neff, née le 6 décembre 1925 à Albuquerque (Nouveau-Mexique) et morte le 9 février 2010 à Pena Blanca (Nouveau-Mexique), est une femme politique américaine. Membre du Parti républicain, elle est trésorière des États-Unis entre 1974 et 1977.

## Biographie
Elle grandit dans une petite ferme maraîchère près de Mountainair (Nouveau-Mexique). Elle est membre de la Horatio Alger Association of Distinguished Americans (en), possède un doctorat honoraire de l'université d'État du Nouveau-Mexique et a été membre d'Alpha Delta Pi (en).
Elle est nommée trésorière des États-Unis par le président Richard Nixon, continuant de servir sous son successeur Gerald Ford après la démission de Nixon en août 1974. Elle entre en fonctions alors que le poste est l'objet d'une réorganisation ; elle est nommée directrice nationale de la Division des obligations d'épargne. Elle est la première trésorière des États-Unis à diriger un véritable bureau et la première à rendre des comptes au sous-secrétaire aux Affaires monétaires des États-Unis. Elle supervise également le programme du bicentenaire des États-Unis en ce qui concerne le Trésor.
Elle meurt d'une insuffisance cardiaque en 2010 à Pena Blanca (Nouveau-Mexique).